# Deuxville
Deuxville és un municipi francès situat al departament de Meurthe i Mosel·la i a la regió del Gran Est. L'any 2007 tenia 394 habitants.

## Demografia

### Població
El 2007 la població de fet de Deuxville era de 394 persones. Hi havia 122 famílies, de les quals 19 eren unipersonals (4 homes vivint sols i 15 dones vivint soles), 42 parelles sense fills i 61 parelles amb fills.
La població ha evolucionat segons el següent gràfic:
Habitants censats

### Habitatges
El 2007 hi havia 152 habitatges, 139 eren l'habitatge principal de la família, 5 eren segones residències i 7 estaven desocupats. 142 eren cases i 8 eren apartaments. Dels 139 habitatges principals, 119 estaven ocupats pels seus propietaris, 18 estaven llogats i ocupats pels llogaters i 2 estaven cedits a títol gratuït; 3 tenien dues cambres, 11 en tenien tres, 25 en tenien quatre i 101 en tenien cinc o més. 113 habitatges disposaven pel capbaix d'una plaça de pàrquing. A 50 habitatges hi havia un automòbil i a 77 n'hi havia dos o més.

### Piràmide de població
La piràmide de població per edats i sexe el 2009 era:
| Homes | Edats   | Dones |
| ----- | ------- | ----- |
| 0     | 95 o +  | 0     |
| 0     | 90 a 94 | 0     |
| 0     | 85 a 89 | 4     |
| 0     | 80 a 84 | 0     |
| 8     | 75 a 79 | 0     |
| 12    | 70 a 74 | 4     |
| 0     | 65 a 69 | 8     |
| 8     | 60 a 64 | 4     |
| 4     | 55 a 59 | 12    |
| 20    | 50 a 54 | 20    |
| 4     | 45 a 49 | 8     |
| 24    | 40 a 44 | 4     |
| 24    | 35 a 39 | 32    |
| 16    | 30 a 34 | 28    |
| 4     | 25 a 29 | 4     |
| 0     | 20 a 24 | 0     |
| 32    | 15 a 19 | 8     |
| 20    | 10 a 14 | 24    |
| 16    | 5 a 9   | 20    |
| 20    | 0 a 4   | 12    |

## Economia
El 2007 la població en edat de treballar era de 251 persones, 186 eren actives i 65 eren inactives. De les 186 persones actives 174 estaven ocupades (98 homes i 76 dones) i 12 estaven aturades (5 homes i 7 dones). De les 65 persones inactives 22 estaven jubilades, 21 estaven estudiant i 22 estaven classificades com a «altres inactius».

### Ingressos
El 2009 a Deuxville hi havia 148 unitats fiscals que integraven 423 persones, la mediana anual d'ingressos fiscals per persona era de 18.471 €.

### Activitats econòmiques
Dels 7 establiments que hi havia el 2007, 4 eren d'empreses de construcció, 2 d'empreses de comerç i reparació d'automòbils i 1 d'una entitat de l'administració pública.
Dels 4 establiments de servei als particulars que hi havia el 2009, 1 era un guixaire pintor, 1 fusteria, 1 lampisteria i 1 empresa de construcció.
L'any 2000 a Deuxville hi havia 11 explotacions agrícoles que ocupaven un total de 393 hectàrees.

## Equipaments sanitaris i escolars
El 2009 hi havia una escola elemental integrada dins d'un grup escolar amb les comunes properes formant una escola dispersa.

## Poblacions més properes
El següent diagrama mostra les poblacions més properes.